# Zibido San Giacomo
Zibido San Giacomo là một đô thị (comune) thuộc tỉnh Milano, Ý trong vùng Lombardia, Ý. Đô thị này có diện tích 24,6 km2, dân số là 6517 người (tháng 8 năm 2008).
Các khu vực dân cư phụ thuộc: Assago, Basiglio, Binasco, Buccinasco, Gaggiano, Lacchiarella, Noviglio, Rozzano, Trezzano sul Naviglio.

## Biến động dân số
Abitanti censiti